# Sabana del Puerto
Sabana del Puerto är en ort i Dominikanska republiken.   Den ligger i provinsen Monseñor Nouel, i den centrala delen av landet, 80 km nordväst om huvudstaden Santo Domingo. Sabana del Puerto ligger 118 meter över havet och antalet invånare är 1 223. Den ligger vid sjön Embalse de Rincón.
Terrängen runt Sabana del Puerto är varierad. Runt Sabana del Puerto är det ganska tätbefolkat, med 129 invånare per kvadratkilometer. Närmaste större samhälle är Bonao, 14,4 km söder om Sabana del Puerto. Omgivningarna runt Sabana del Puerto är en mosaik av jordbruksmark och naturlig växtlighet.